# Karlsruher Sport-Club Mühlburg-Phönix 2005-2006
Questa voce raccoglie le informazioni riguardanti il Karlsruhe nelle competizioni ufficiali della stagione 2005-2006.

## Stagione
Nella stagione 2005-2006 il Karlsruhe, allenato da Edmund Becker, concluse il campionato di 2. Bundesliga al 6º posto. In Coppa di Germania il Karlsruhe fu eliminato al secondo turno dal Kickers Offenbach.

## Rosa
| N. |                      | Ruolo | Calciatore        |
| -- | -------------------- | ----- | ----------------- |
| 1  | Germania (bandiera)  | P     | Markus Miller     |
| 2  | Sudafrica (bandiera) | C     | Bradley Carnell   |
| 5  | Svizzera (bandiera)  | D     | Mario Eggimann    |
| 6  | Germania (bandiera)  | C     | Christian Hassa   |
| 7  | Italia (bandiera)    | C     | Giovanni Federico |
| 8  | Germania (bandiera)  | C     | Danny Schwarz     |
| 9  | Albania (bandiera)   | A     | Edmond Kapllani   |
| 11 | Sudafrica (bandiera) | A     | Sean Dundee       |
| 12 | Germania (bandiera)  | C     | Jan Männer        |
| 13 | Germania (bandiera)  | C     | Michael Mutzel    |
| 14 | Germania (bandiera)  | P     | Martin Fischer    |
| 15 | Rep. Ceca (bandiera) | A     | Jiří Kaufman      |

| N. |                     | Ruolo | Calciatore              |
| -- | ------------------- | ----- | ----------------------- |
| 16 | Germania (bandiera) | D     | Martin Stoll            |
| 17 | Germania (bandiera) | C     | Timo Staffeldt          |
| 18 | Germania (bandiera) | A     | Sebastian Freis         |
| 19 | Germania (bandiera) | D     | Benjamin Barg           |
| 20 | Ghana (bandiera)    | C     | Godfried Aduobe         |
| 21 | Germania (bandiera) | D     | Christian Eichner       |
| 22 | Germania (bandiera) | D     | Thomas Kies             |
| 23 | Germania (bandiera) | D     | Florian Dick            |
| 24 | Germania (bandiera) | D     | Carsten Rothenbach      |
| 25 | Germania (bandiera) | C     | Sascha Traut            |
| 26 | Germania (bandiera) | D     | Marcus Mann             |
| 27 | Francia (bandiera)  | P     | Jean-François Kornetzky |

## Organigramma societario
Area tecnica
- Allenatore: Edmund Becker
- Allenatore in seconda:
- Preparatore dei portieri: Peter Gadinger
- Preparatori atletici:

## Calciomercato

### Sessione estiva
| Acquisti | Acquisti          | Acquisti     | Acquisti |
| R.       | Nome              | da           | Modalità |
| -------- | ----------------- | ------------ | -------- |
| D        | Christian Eichner | Karlsruhe II |          |
| C        | Giovanni Federico | Colonia      |          |
| A        | Jiří Kaufman      | Hannover 96  |          |

| Cessioni | Cessioni     | Cessioni   | Cessioni |
| R.       | Nome         | da         | Modalità |
| -------- | ------------ | ---------- | -------- |
| A        | Daniel Reule | Hoffenheim |          |
| A        | Ivan Saenko  | Norimberga |          |

### Sessione invernale
| Acquisti | Acquisti | Acquisti | Acquisti |
| R.       | Nome     | da       | Modalità |
| -------- | -------- | -------- | -------- |

| Cessioni | Cessioni           | Cessioni          | Cessioni |
| R.       | Nome               | da                | Modalità |
| -------- | ------------------ | ----------------- | -------- |
| D        | Kai Oswald         | Unterhaching      |          |
| C        | Ioannis Masmanidis | Arminia Bielefeld |          |
| D        | Christian Kritzer  | Jahn Ratisbona    |          |

## Risultati

### 2. Bundesliga

#### Girone di andata
| Arbitro: | Perl |

|                         |           |  |
| Schwarz 8’ Federico 59’ | Marcatori |  |

| Arbitro: | Henschel |

|                           |           |                   |
| Rösler 54’ Reghecampf 90’ | Marcatori | 83’ (rig.) Dundee |

| Arbitro: | Fischer |

|  |           |                    |
|  | Marcatori | 76’ (rig.) Schmidt |

| Aue-Bad Schlema 11 settembre 2005, ore 15:00 CEST 4ª giornata | Erzgebirge Aue | 0 – 0 referto | Karlsruhe | Erzgebirgsstadion (12 000 spett.)\| Arbitro: \| Sahler \| |
| Arbitro:                                                      | Sahler         |               |           |                                                           |

| Friburgo in Brisgovia 16 settembre 2005, ore 19:00 CEST 5ª giornata | Friburgo  | 0 – 0 referto | Karlsruhe | Badenova-Stadion (20 000 spett.)\| Arbitro: \| Schriever \| |
| Arbitro:                                                            | Schriever |               |           |                                                             |

| Arbitro: | Dingert |

|              |           |  |
| Eggimann 15’ | Marcatori |  |

| Arbitro: | Schalk |

|            |           |                         |
| Benčík 13’ | Marcatori | 53’ Dundee 56’ Federico |

| Arbitro: | Pickel |

|                                  |           |                       |
| Federico 59’, 76’ Masmanidis 75’ | Marcatori | 39’ Kioyo 85’ McKenna |

| Arbitro: | Welz |

|                     |           |                                  |
| Patschinski 2’, 45’ | Marcatori | 42’ Rothenbach 53’ (rig.) Dundee |

| Arbitro: | Winkmann |

|                |           |  |
| Masmanidis 28’ | Marcatori |  |

| Arbitro: | Walz |

|                                |           |              |
| Eigler 4’, 86’ Felgenhauer 52’ | Marcatori | 72’ Kapllani |

| Arbitro: | Lupp |

|                         |           |             |
| Federico 9’ Schwarz 71’ | Marcatori | 2’ Fröhlich |

| Arbitro: | Seemann |

|              |           |                                          |
| Mokhtari 73’ | Marcatori | 27’ Masmanidis 45’ Kapllani 55’ Eggimann |

| Arbitro: | Kuhl |

|            |           |                         |
| Dundee 47’ | Marcatori | 17’ Shao 32’ Kolomazník |

| Arbitro: | Fischer |

|          |           |  |
| Bick 52’ | Marcatori |  |

| Arbitro: | Drees |

|                                                 |           |                        |
| Rothenbach 39’ Masmanidis 60’ Federico 68’, 80’ | Marcatori | 30’ Trojan 83’ Diabang |

| Arbitro: | Grudzinski |

|                         |           |  |
| Brouwers 48’ Ndjeng 81’ | Marcatori |  |

#### Girone di ritorno
| Siegen 24 gennaio 2006, ore 18:00 CET 18ª giornata | Siegen | 0 – 0 referto | Karlsruhe | Leimbachstadion (6 176 spett.)\| Arbitro: \| Perl \| |
| Arbitro:                                           | Perl   |               |           |                                                      |

| Arbitro: | Rafati |

|                              |           |           |
| Pinto 1’ (aut.) Federico 14’ | Marcatori | 83’ Bruns |

| Arbitro: | Kempter |

|             |           |           |
| Vuković 50’ | Marcatori | 18’ Stoll |

| Arbitro: | Pickel |

|                                             |           |                          |
| Freis 3’, 54’, 76’ Carnell 26’ Federico 63’ | Marcatori | 47’ Klinka 87’ Juskowiak |

| Arbitro: | Gräfe |

|              |           |            |
| Federico 57’ | Marcatori | 71’ Koejoe |

| Arbitro: | Henschel |

|                                                     |           |              |
| Buck 8’ (rig.) Omodiagbe 27’ Thomik 30’ Ghigani 49’ | Marcatori | 50’ Federico |

| Arbitro: | Sippel |

|                       |           |           |
| Federico 4’ Freis 24’ | Marcatori | 78’ Demai |

| Cottbus 12 marzo 2006, ore 15:00 CET 25ª giornata | Energie Cottbus | 0 – 0 referto | Karlsruhe | Stadion der Freundschaft (8 740 spett.)\| Arbitro: \| Kinhöfer \| |
| Arbitro:                                          | Kinhöfer        |               |           |                                                                   |

| Arbitro: | Wack |

|                                   |           |                    |
| Schwarz 45’ Freis 51’ Kaufman 58’ | Marcatori | 70’ (aut.) Eichner |

| Arbitro: | Wagner |

|               |           |  |
| Kern 66’, 90’ | Marcatori |  |

| Arbitro: | Seemann |

|                         |           |         |
| Carnell 17’ Kaufman 90’ | Marcatori | 6’ Timm |

| Arbitro: | Fleischer |

|                                  |           |                          |
| Vorbeck 15’ Votava 37’ Ulich 65’ | Marcatori | 18’ Kaufman 61’ Federico |

| Arbitro: | Winkmann |

|            |           |            |
| Dundee 81’ | Marcatori | 9’ Diabang |

| Arbitro: | Brombacher |

|                            |           |  |
| Shao 5’ Lehmann 20’ (rig.) | Marcatori |  |

| Arbitro: | Kempter |

|                                                                           |           |  |
| Mutzel 9’ Kapllani 11’, 63’ Federico 38’ Schwarz 55’ Freis 68’ Männer 79’ | Marcatori |  |

| Arbitro: | Sahler |

|                  |           |                                     |
| Edu 37’ Hout 76’ | Marcatori | 23’ Kapllani 74’ Dundee 90’ Schwarz |

| Arbitro: | Brych |

|                       |           |                                     |
| Kapllani 5’ Freis 38’ | Marcatori | 35’ Bunjaku 71’ Schüßler 90’ Schoof |

### Coppa di Germania
| Arbitro: | Stachowiak |

|  |           |                                         |
|  | Marcatori | 57’ Masmanidis 63’ Kapllani 73’ Kaufman |

| Arbitro: | Drees |

|                      |           |                |
| Türker 27’ Wörle 29’ | Marcatori | 70’ Masmanidis |

## Statistiche

### Statistiche di squadra
| Competizione      | Punti | In casa | In casa | In casa | In casa | In casa | In casa | In trasferta | In trasferta | In trasferta | In trasferta | In trasferta | In trasferta | Totale | Totale | Totale | Totale | Totale | Totale | DR  |
| Competizione      | Punti | G       | V       | N       | P       | Gf      | Gs      | G            | V            | N            | P            | Gf           | Gs           | G      | V      | N      | P      | Gf     | Gs     | DR  |
| ----------------- | ----- | ------- | ------- | ------- | ------- | ------- | ------- | ------------ | ------------ | ------------ | ------------ | ------------ | ------------ | ------ | ------ | ------ | ------ | ------ | ------ | --- |
| 2. Bundesliga     | 53    | 17      | 12      | 2       | 3       | 39      | 19      | 17           | 3            | 6            | 8            | 16           | 26           | 34     | 15     | 8      | 11     | 55     | 45     | +10 |
| Coppa di Germania | -     | 0       | 0       | 0       | 0       | 0       | 0       | 2            | 1            | 0            | 1            | 4            | 2            | 2      | 1      | 0      | 1      | 4      | 2      | +2  |
| Totale            | 53    | 17      | 12      | 2       | 3       | 39      | 19      | 19           | 4            | 6            | 9            | 20           | 28           | 36     | 16     | 8      | 12     | 59     | 47     | +12 |

### Andamento in campionato
| Giornata  | 1 | 2  | 3  | 4  | 5  | 6  | 7 | 8 | 9 | 10 | 11 | 12 | 13 | 14 | 15 | 16 | 17 | 18 | 19 | 20 | 21 | 22 | 23 | 24 | 25 | 26 | 27 | 28 | 29 | 30 | 31 | 32 | 33 | 34 |
| --------- | - | -- | -- | -- | -- | -- | - | - | - | -- | -- | -- | -- | -- | -- | -- | -- | -- | -- | -- | -- | -- | -- | -- | -- | -- | -- | -- | -- | -- | -- | -- | -- | -- |
| Luogo     | C | T  | C  | T  | T  | C  | T | C | T | C  | T  | C  | T  | C  | T  | C  | T  | T  | C  | T  | C  | C  | T  | T  | C  | C  | T  | C  | T  | C  | T  | C  | T  | C  |
| Risultato | V | P  | P  | N  | N  | V  | V | V | N | V  | P  | V  | V  | P  | P  | V  | P  | N  | V  | N  | V  | N  | P  | N  | V  | V  | P  | V  | P  | N  | P  | V  | V  | P  |
| Posizione | 4 | 10 | 14 | 13 | 13 | 12 | 8 | 5 | 9 | 5  | 8  | 4  | 3  | 6  | 8  | 4  | 6  | 7  | 6  | 5  | 5  | 5  | 7  | 5  | 6  | 5  | 5  | 4  | 5  | 5  | 6  | 5  | 5  | 6  |

Legenda:

Luogo: C = Casa; T = Trasferta. Risultato: V = Vittoria; N = Pareggio; P = Sconfitta.

### Statistiche dei giocatori
| Giocatore     | 2. Bundesliga | 2. Bundesliga | 2. Bundesliga | 2. Bundesliga | Coppa di Germania | Coppa di Germania | Coppa di Germania | Coppa di Germania | Totale   | Totale | Totale      | Totale     |
| Giocatore     | Presenze      | Reti          | Ammonizioni   | Espulsioni    | Presenze          | Reti              | Ammonizioni       | Espulsioni        | Presenze | Reti   | Ammonizioni | Espulsioni |
| ------------- | ------------- | ------------- | ------------- | ------------- | ----------------- | ----------------- | ----------------- | ----------------- | -------- | ------ | ----------- | ---------- |
| G. Aduobe     | 30            | 0             | 6             | 0             | 1                 | 0                 | 0                 | 0                 | 31       | 0      | 6           | 0          |
| B. Barg       | 1             | 0             | 0             | 0             | 0                 | 0                 | 0                 | 0                 | 1        | 0      | 0           | 0          |
| B. Carnell    | 23            | 2             | 4             | 0             | 1                 | 0                 | 0                 | 0                 | 24       | 2      | 4           | 0          |
| F. Dick       | 8             | 0             | 0             | 0             | 0                 | 0                 | 0                 | 0                 | 8        | 0      | 0           | 0          |
| S. Dundee     | 27            | 6             | 0             | 0             | 1                 | 0                 | 0                 | 0                 | 28       | 6      | 0           | 0          |
| M. Eggimann   | 31            | 2             | 5             | 0             | 2                 | 0                 | 0                 | 0                 | 33       | 2      | 5           | 0          |
| C. Eichner    | 34            | 0             | 4             | 0             | 2                 | 0                 | 0                 | 0                 | 36       | 0      | 4           | 0          |
| G. Federico   | 30            | 14            | 4             | 0             | 2                 | 0                 | 0                 | 0                 | 32       | 14     | 4           | 0          |
| M. Fischer    | 0             | 0             | 0             | 0             | 0                 | 0                 | 0                 | 0                 | 0        | 0      | 0           | 0          |
| S. Freis      | 26            | 7             | 1             | 0             | 0                 | 0                 | 0                 | 0                 | 26       | 7      | 1           | 0          |
| C. Hassa      | 5             | 0             | 1             | 0             | 2                 | 0                 | 0                 | 0                 | 7        | 0      | 1           | 0          |
| E. Kapllani   | 25            | 6             | 0             | 1             | 2                 | 1                 | 0                 | 0                 | 27       | 7      | 0           | 1          |
| J. Kaufman    | 13            | 3             | 0             | 0             | 2                 | 1                 | 0                 | 0                 | 15       | 4      | 0           | 0          |
| T. Kies       | 32            | 0             | 4             | 1             | 2                 | 0                 | 1                 | 0                 | 34       | 0      | 5           | 1          |
| J. Kornetzky  | 0             | 0             | 0             | 0             | 0                 | 0                 | 0                 | 0                 | 0        | 0      | 0           | 0          |
| C. Kritzer    | 1             | 0             | 0             | 0             | 0                 | 0                 | 0                 | 0                 | 1        | 0      | 0           | 0          |
| M. Mann       | 0             | 0             | 0             | 0             | 0                 | 0                 | 0                 | 0                 | 0        | 0      | 0           | 0          |
| I. Masmanidis | 16            | 4             | 6             | 0             | 2                 | 2                 | 0                 | 0                 | 18       | 6      | 6           | 0          |
| M. Miller     | 34            | 0             | 0             | 0             | 2                 | 0                 | 0                 | 0                 | 36       | 0      | 0           | 0          |
| M. Mutzel     | 13            | 1             | 2             | 0             | 0                 | 0                 | 0                 | 0                 | 13       | 1      | 2           | 0          |
| J. Männer     | 29            | 1             | 2             | 0             | 1                 | 0                 | 0                 | 0                 | 30       | 1      | 2           | 0          |
| C. Rothenbach | 20            | 2             | 6             | 0             | 2                 | 0                 | 0                 | 0                 | 22       | 2      | 6           | 0          |
| D. Schwarz    | 32            | 5             | 5             | 0             | 2                 | 0                 | 0                 | 0                 | 34       | 5      | 5           | 0          |
| T. Staffeldt  | 16            | 0             | 0             | 0             | 1                 | 0                 | 0                 | 0                 | 17       | 0      | 0           | 0          |
| M. Stoll      | 18            | 1             | 3             | 0             | 1                 | 0                 | 1                 | 0                 | 19       | 1      | 4           | 0          |
| S. Traut      | 1             | 0             | 0             | 0             | 0                 | 0                 | 0                 | 0                 | 1        | 0      | 0           | 0          |